# Buxtehude
Buxtehude är en stad i det tyska länet Stade i förbundslandet Niedersachsen med cirka 41 000 invånare.

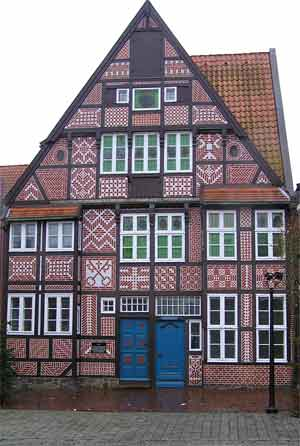
Hembygdsmuseum i Buxtehude

Buxtehude blev stad 1272 och tillhörde från 1379 hansan. Åren 1632–1636 och från 1645 var Buxtehude besatt av svenska trupper och tillhörde 1648–1719 tillsammans med övriga Bremen Sverige. 1657 ockuperades staden en tid av danska trupper och 1675–1679 av de mot Sverige allierade länderna. Första freden i Nijmegen 1679 återförde Buxtehude till den svenska kronan men 1712 erövrades staden av danska trupper.

## Vänorter
Buxtehude har följande vänorter:
- Blagnac i Frankrike
- Ribnitz-Damgarten, i Tyskland